# Люй Сяоцзюнь
Люй Сяоцзю́нь (кит. упр. 吕小军, пиньинь Lǚ Xiǎojūn, род. 27 июля 1984 года) — китайский тяжелоатлет, трёхратный олимпийский чемпион и пятикратный чемпион мира. Один из пяти трёхкратных олимпийских чемпионов в истории тяжёлой атлетики. Самый возрастной олимпийский чемпион по тяжёлой атлетике (37 лет).

## Биография
Люй Сяоцзюнь родился в 1984 году в Цяньцзяне провинции Хубэй. В 1998 году поступил в цяньцзянскую спортшколу. В 2002 году вошёл в сборную Тяньцзиня.

## Карьера
В 2009 году, на Чемпионате мира в Кояне (Южная Корея), Люй Сяоцзюнь завоевал золотую медаль, установив мировой рекорд в рывке и по сумме рывка и толчка — 174 кг и 378 кг соответственно.
В 2010 году, на очередном чемпионате мира, ему удалось получить только серебряную медаль, но в 2011 году он снова стал чемпионом.
На соревнованиях Олимпийских игр 2012 года Люй Сяоцзюнь завоевал золотую медаль, улучшив мировые рекорды до 175 кг (рывок) и до 379 кг (сумма упражнений).
В очередной раз спортсмен обновил рекорды в 2013 году, во Вроцлаве. На Чемпионате мира им были взяты 176 кг (рывок) и 380 кг (сумма).
Новый рекорд в рывке спортсмен установил на Олимпийских играх в Рио-де-Жанейро — 177 кг.
В начале ноября 2018 года на чемпионате мира в Ашхабаде, китайский спортсмен, в весовой категории до 81 кг, завоевал золотую медаль мирового первенства, сумев взять общий вес 374 кг, и это мировой рекорд в сумме. Выполняя упражнение рывок и толчок китайский спортсмен взял две малых серебряных медалей.
В сентябре 2019 года на чемпионате мира в Паттайе, китайский спортсмен, в весовой категории до 81 кг, завоевал чемпионский титул в сумме двоеборье с результатом 378 кг, установив мировой рекорд. В упражнение рывок он завоевал малую золотую медаль (171 кг), в толкании штанги также был первым с мировым рекордом (207 кг).
В 2021 году на Олимпиаде в Токио Сяоцзюнь завоевал 1-е место — 374 кг (170 + 204).